# Granadilla (Cáceres)

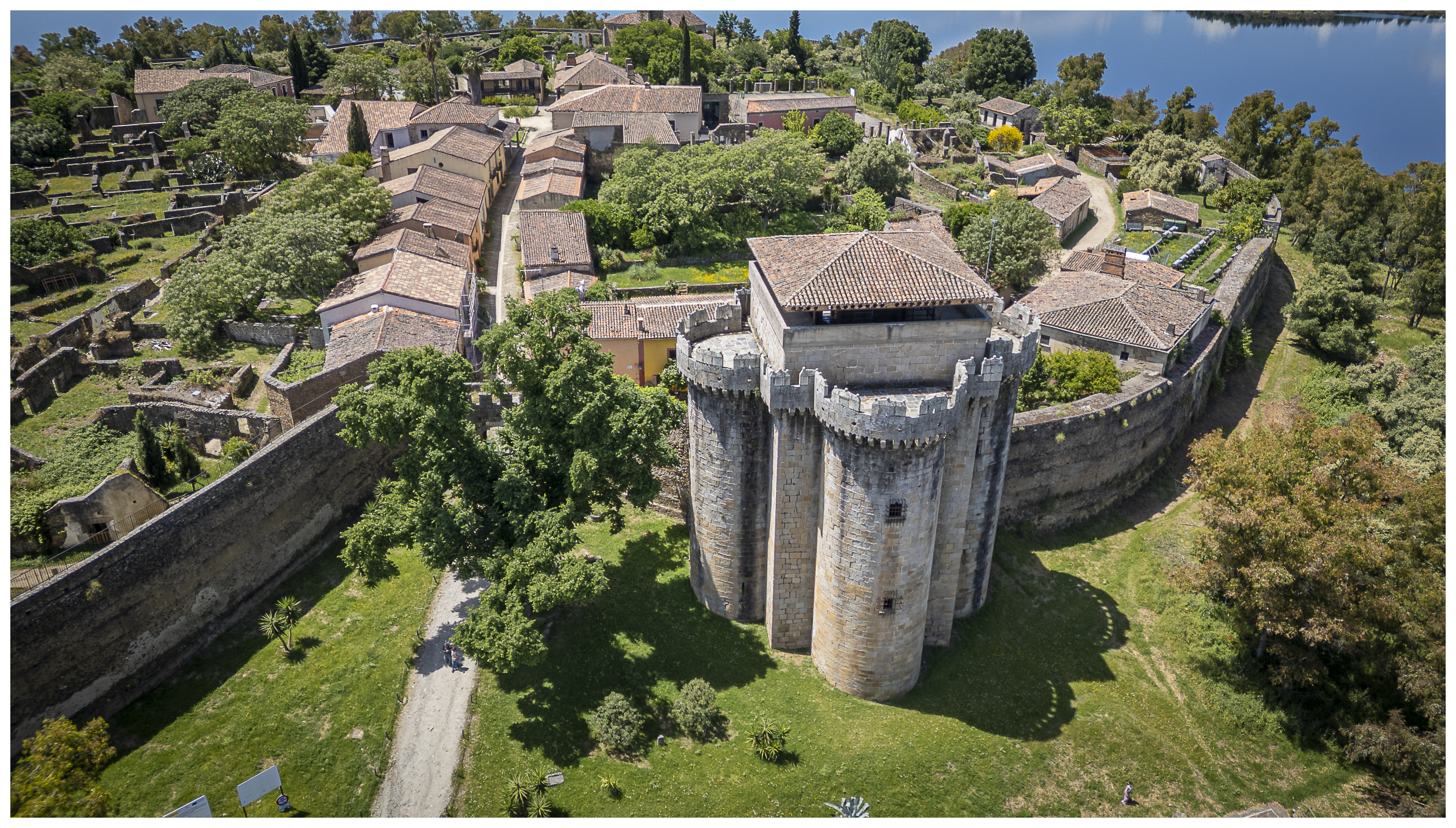

Granadilla, antiguo señorío de Granada, es una antigua villa amurallada de origen feudal en el norte de la provincia de Cáceres, España. Desde 1960, cuando fue expropiada por el Estado, se integró en el municipio de Zarza de Granadilla. Anteriormente fue un importante pueblo, capital de la comarca conocida como Tierras de Granadilla y cabeza de partido judicial. Fue desalojada a mediados del siglo XX, al transformarse en zona inundable debido a la construcción del embalse de Gabriel y Galán. A día de hoy permanece bajo esa catalogación de forma oficial, a pesar de que en ningún momento el pueblo ha llegado a estar inundado, ni siquiera con el embalse lleno. En 1980, la villa fue declarada conjunto histórico-artístico y cuatro años después, en 1984, elegida para su inclusión en el Programa de recuperación de pueblos abandonados.

## Historia
El sitio fue fundado por los musulmanes en el siglo IX como baluarte estratégico de la zona, ya que se sitúa en una colina de pizarra que domina un extenso terreno y es un paso obligado por la Vía de la Plata. En su parte más vulnerable (el noroeste), los almohades levantaron la alcazaba, que más tarde sería castillo cristiano.
En 1160, el rey Fernando II de León conquistó la aldea, que entonces se llamaba Granada y hasta ese momento había pertenecido a los árabes. La rehízo y repobló dotándola de murallas y le otorgó el título de villa en 1170. Su intención era que sirviera de muro de contención contra posibles avances de los musulmanes que se asentaban y dominaban toda la parte meridional de las Transierras leonesa y castellana. La villa era una verdadera fortificación situada estratégicamente, al ser paso obligado entre la antigua Vía de la Plata y la comarca de las Hurdes. Estaba rodeada por las vegas del río Alagón. Su nombre original fue Granada aunque, tras la conquista de Granada en 1492 por parte de los Reyes Católicos, pasó a denominarse Granadilla para evitar confusiones, aunque el nombre de Granadilla no fue oficialmente utilizado en los documentos del Concejo hasta el siglo XIX. El 31 de agosto de 1191 fue cedida a la Orden de Santiago por el rey Alfonso IX de León.

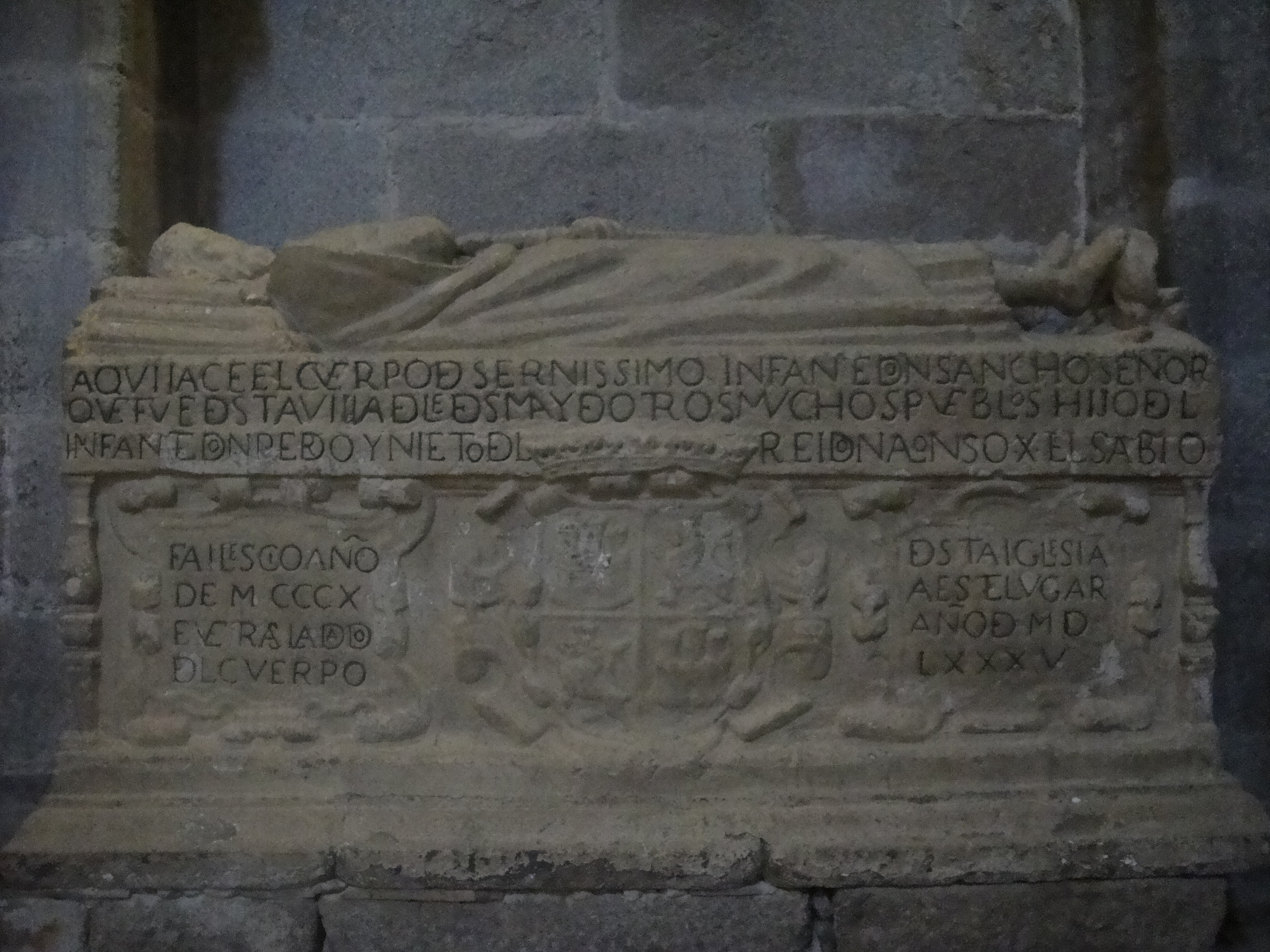
Sepulcro de Sancho de Castilla el de la Paz en la iglesia de Santa María la Mayor de Ledesma.

Posteriormente volvió a la Corona, aunque el rey Alfonso X de Castilla la entregó en 1282, junto con otros señoríos como el de Ledesma, a su hijo, el infante Pedro de Castilla. Este infante, además de ser señor de Granadilla y de Ledesma, poseía los señoríos de Alba de Tormes, Salvatierra, Miranda del Castañar y Galisteo, aunque también poseía toda la ribera del Río Coa y las villas de Sabugal, Alfaiates y Castelo Rodrigo, que actualmente se encuentran en territorio portugués. A la muerte del infante Pedro, que falleció en octubre de 1283, la mayoría de sus señoríos fueron heredados por su único hijo legítimo, Sancho de Castilla el de la Paz, que falleció en 1312 sin dejar descendencia legítima, por lo que a su muerte todos ellos, incluyendo los de Granadilla y Ledesma, volvieron a la Corona, durante el último periodo del reinado de Fernando IV, primo carnal de Sancho de Castilla el de la Paz.
Desde 1310, la villa tuvo voto en Cortes, y posteriormente pasó a manos de Sancho de Castilla, hijo ilegítimo de Alfonso XI de Castilla y esposo de la infanta Beatriz de Portugal. Su heredera fue su hija Leonor de Alburquerque, condesa de Alburquerque, por su matrimonio con Fernando I de Aragón. De ella, el señorío de Granada pasó a su hijo, el infante Enrique, maestre de Santiago, a quien se lo confiscó por sus rebeldías Juan II de Castilla. Por merced de este monarca, en 1446 se fijó la sucesión señorial de la villa en los Álvarez de Toledo, duques de Alba, a quienes perteneció por donación real hasta el año 1830. Durante la época señorial, los duques de Alba tuvieron múltiples Regidores del Concejo. Durante el siglo XVII y el siglo XVIII, entre los más destacados, se encontraban los pertenecientes al linaje Gil de Roda (provenientes de la Villa del Campo). La familia Giménez, señores de Foces, jugó un rol predominante durante la desamortización, obteniendo un elevado número de las fincas ducales y de posesiones en el concejo, por su parentesco con el ducado de Béjar y los condes de Plasencia. La protección que les acordó el bachiller Gerónimo Sánchez Zúñiga, cura rector y comisario del Santo Oficio, en 1628 en Hervás, favoreció su enriquecimiento sobre el Concejo de Granada. El duque de Alba y la duquesa de Galisteo, se deshacen de todas sus posesiones durante la desamortización, guardando en último término el castillo, que poseyeron hasta 1893. Durante el siglo XIX los herederos de los Giménez se unen a la familia García de la Cruz (linaje de origen Salmantino del que destaca el ilustre peñarandino Francisco García de la Cruz y Obregón), cuyos últimos miembros fueron los familiares del magnánimo poeta José María Gabriel y Galán: Cruz García y Gascón, juez del partido judicial de Granadilla y Fernando García de la Cruz y Giménez, alcalde mayor e hijo predilecto de la villa en 1927; los cuales, en homenaje a su hermano político, José María, intercedieron para que el actual pantano de Gabriel y Galán que yacería mayoritariamente sobre las tierras que ellos habían cedido para su construcción, llevase su nombre. Hoy puede observarse la placa conmemorativa sobre la fachada de la actual casa de las conchas (propiedad en último término que fue de sus hermanos políticos: Cruz García y María García de la Cruz). 
La villa de Granada, actual Granadilla, era en la Edad Media el principal núcleo de población de la zona, y ejerció durante siglos la capitalidad de un señorío que comprendía diecisiete municipios.

## Demografía
| Gráfica de evolución demográfica de Granadilla entre 1842 y 1960 |
| |
| Población de derecho según los censos de población del INE Población de hecho según los censos de población del INEEntre el censo de 1970 y el anterior, este municipio desaparece porque se integra por partes en los municipios Mohedas y Zarza de Granadilla, el resto desaparece en 1965 bajo las aguas del Embalse "Gabriel y Galán". |

## Monumentos

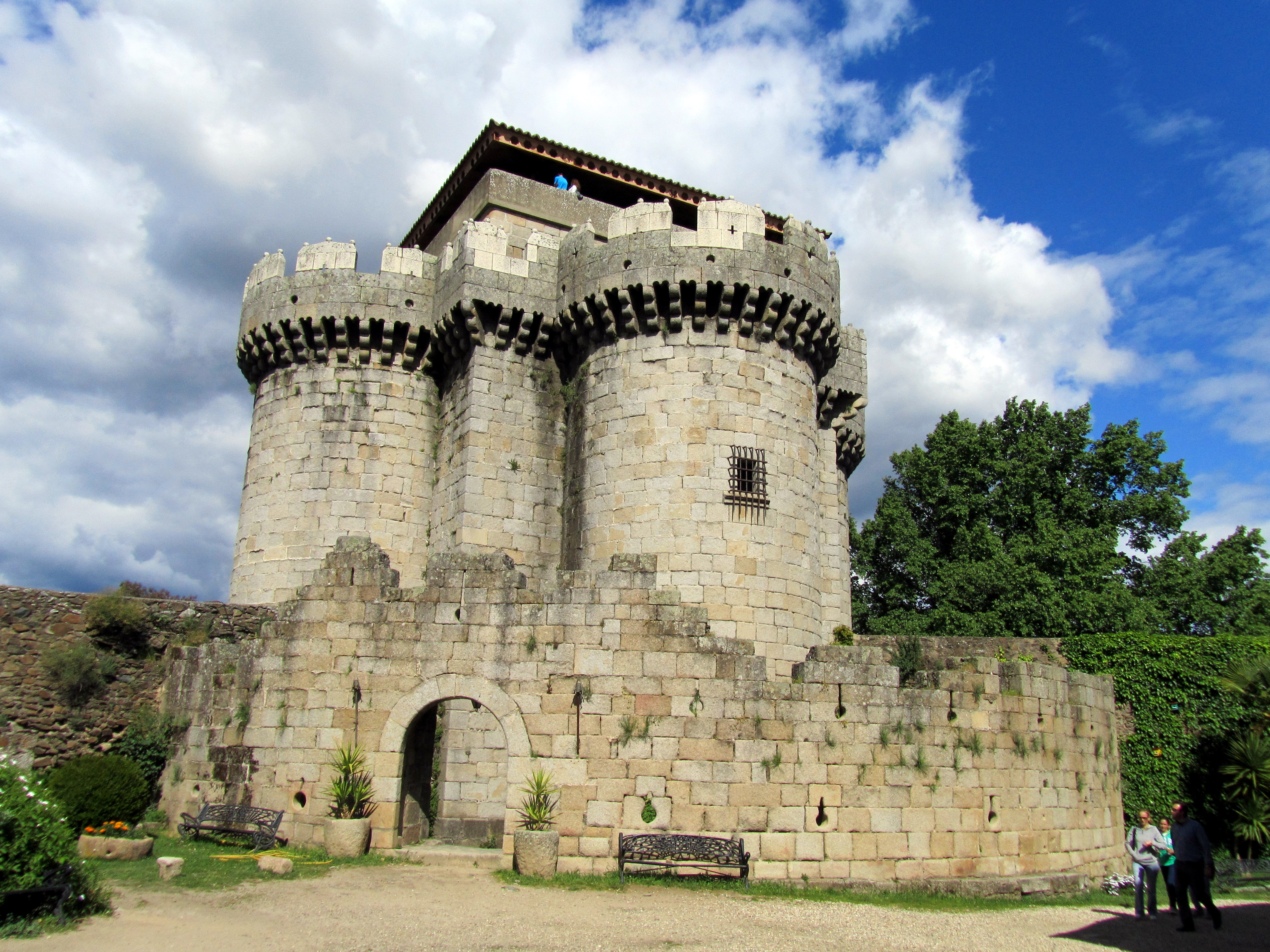
Castillo de Granadilla.

El elemento más significativo de la fortificación es el castillo, que fue mandado construir por García Álvarez de Toledo y Carrillo de Toledo, duque de Alba, entre 1473 y 1478. Sus artífices fueron Juan Carrera y Tomás Bretón. Consta de un cuerpo prismático central y cuatro cuerpos semicilíndricos que se adosan a cada costado.
En el interior de las murallas, la población se distribuyó de modo radioconcéntrico en torno a la plaza Mayor, que es el punto más elevado en el que se sitúan las casas ocupadas antiguamente por los miembros del número de la villa, del concejo señorial y de las familias predominantes. Aunque la configuración de muchas casas ha cambiado a causa de la restauración de viviendas que tuvo lugar tras el desalojo, aún quedan casi intactas algunas casas de cierta importancia arquitectónica. 
Entre las viviendas más destacadas que se conservan sin haber sufrido modificaciones estructurales, están: 
- Castillo y murallas de Granadilla.

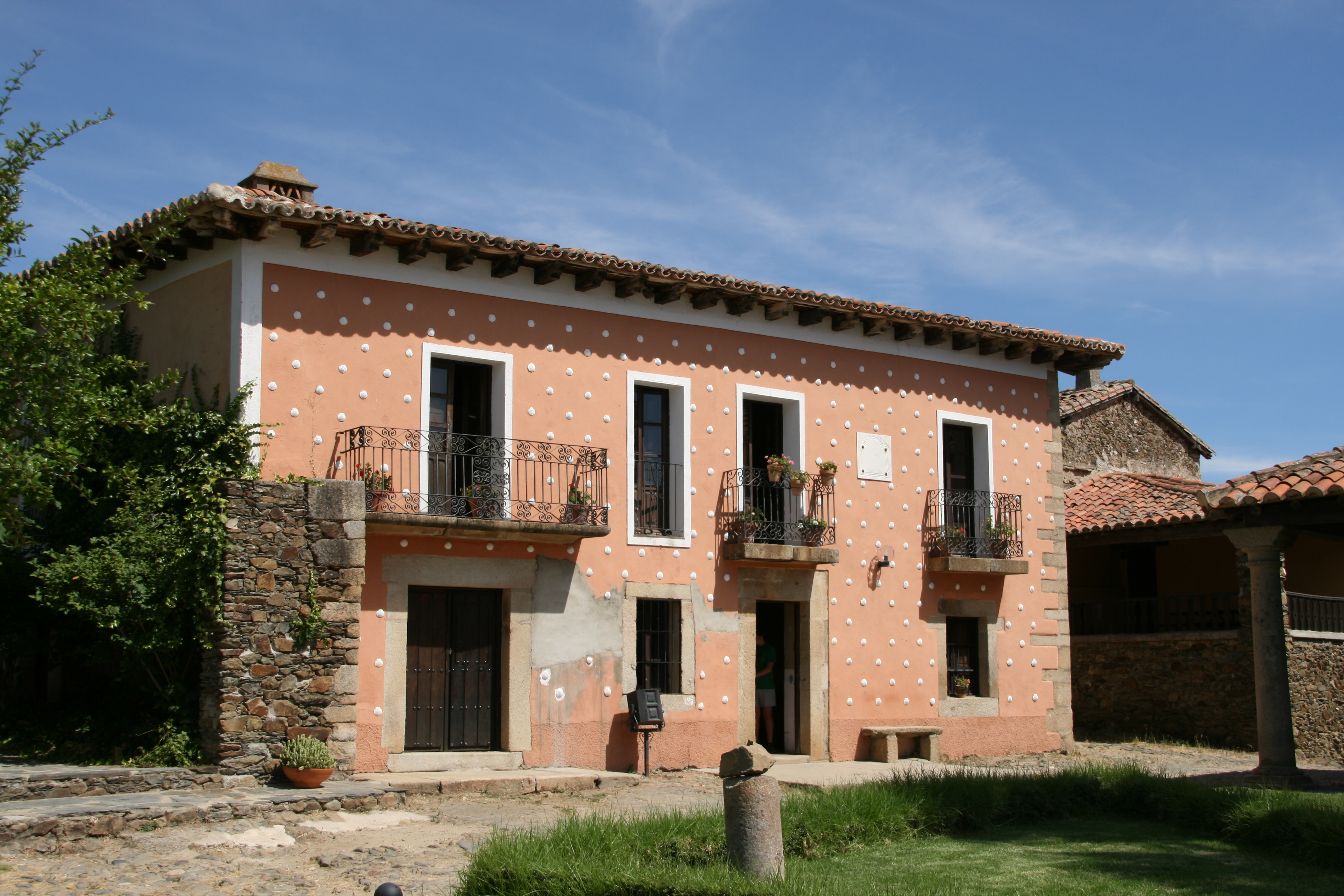
Casa de las Conchas.

- Casa llamada actualmente "de las Conchas" y la casa contigua en su parte trasera, que fue originalmente la vivienda de Fausto Giménez y Velaz de Batuecas; la más grande de toda la villa, de la que solo queda la fachada, por causa de la construcción de la actual cancha de fútbol y de otras instalaciones de nueva planta en su solar y corrales. Ambas casas fueron hasta el desalojo, viviendas de los herederos de Pablo García de la Cruz y de Victoria Giménez de Batuecas, hija de Fausto.

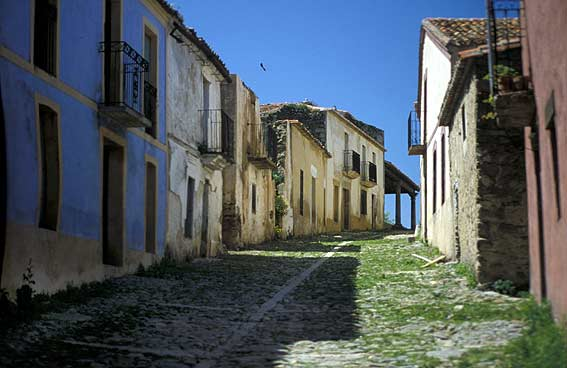
Calles de Granadilla.

- Casa llamada hoy "del Ayuntamiento", contigua al Consistorio; también propiedad que fue de Fausto. La heredó en último término y usó como vivienda, su bisnieta Valentina García de la Cruz. Anteriormente al siglo XIX, esta casa fue vivienda en concesión administrativa para uso y disfrute de los diversos alcaldes del concejo.

- Casa llamada hoy "del Minarete", vivienda que fue en último término de Ramón Giménez y de su esposa  Aurelia García de la Cruz.

- Casa contigua por la derecha a la anterior, propiedad y vivienda de Acacio Zenón Fernández y de Valentina Iglesias de Alcalá, perteneciendo a sus herederos, hasta la expropiación.

El antiguo bar y las casas que hoy se han convertido en la llamada "Casa de los Arcos" han sido completamente reconstruidas por la unión de varias casas de menores dimensiones que pertenecieron múltiples familias y tienen una estructura que difiere drásticamente de la original. En la plaza se encuentran también los órganos municipales e instituciones sociales de la villa: 
- Antiguo juzgado de primera instancia y casa cuartel de la Guardia Civil, en piedra de cantería son las más antiguas de la plaza y datan del siglo XVI

- Casa consistorial (a la que le fue sustraído el campanario durante el abandono).

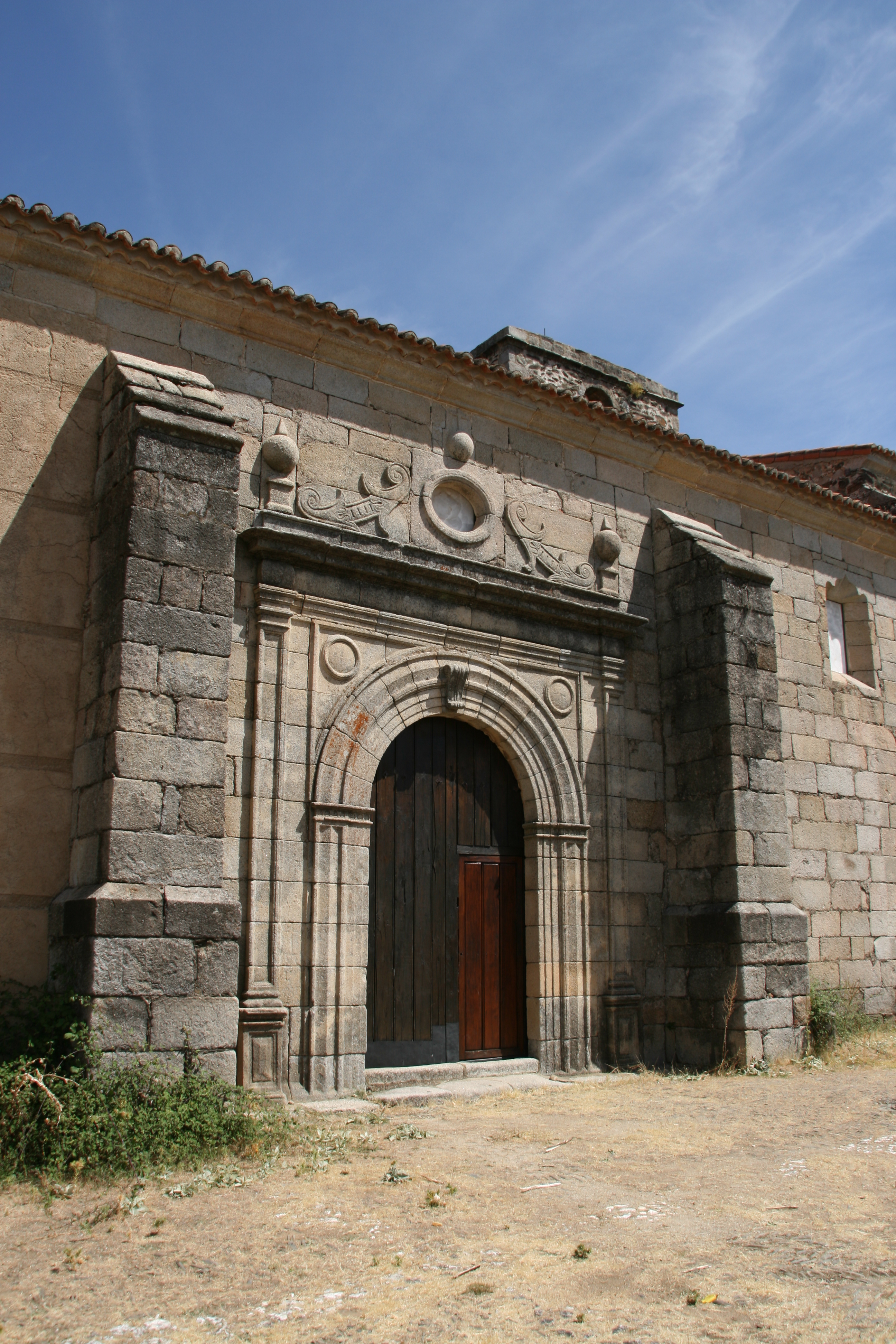
Iglesia parroquial de la Asunción.

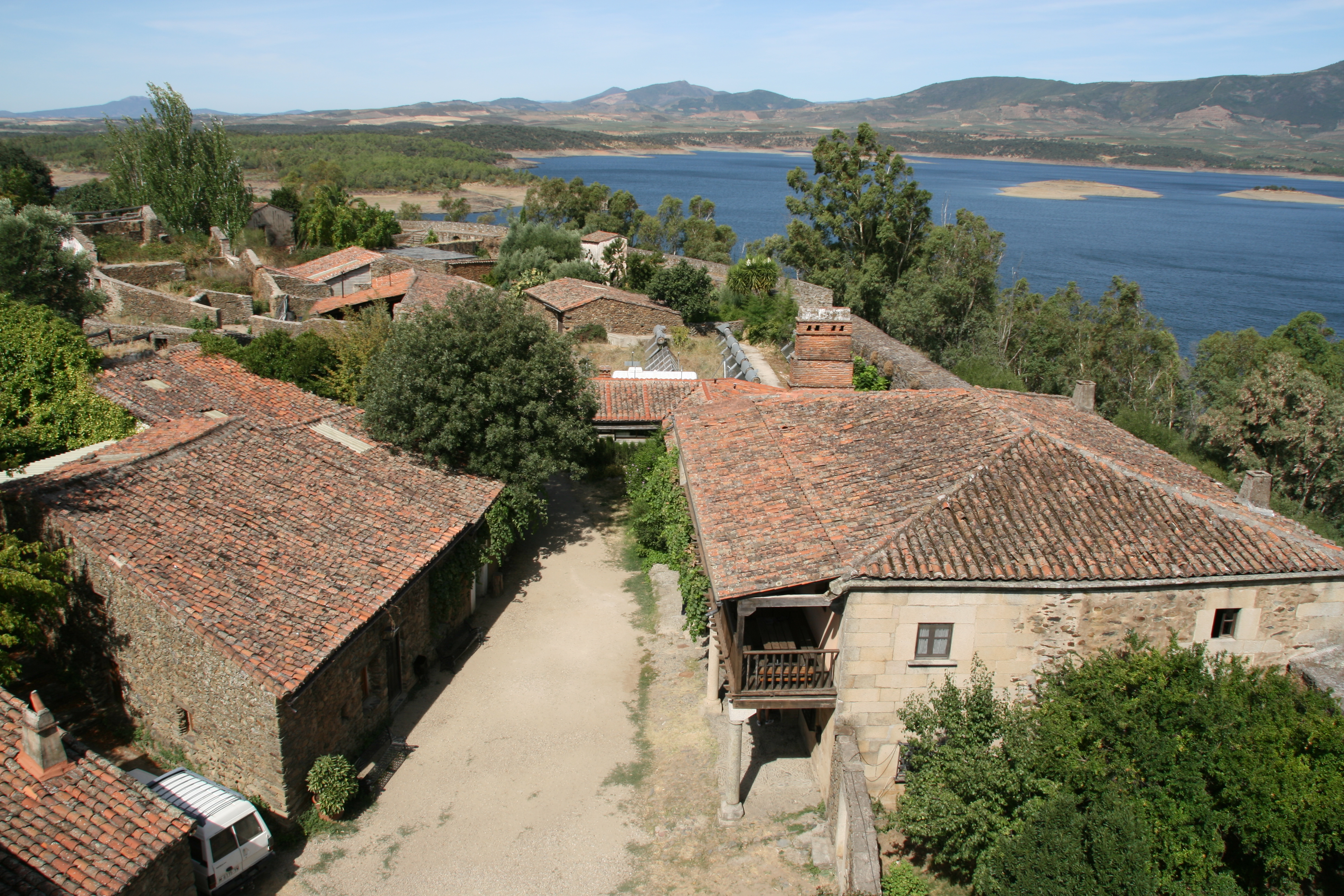
Casa rectoral en primer plano y embalse de Gabriel y Galán de fondo.

En el conjunto monumental religioso destaca la iglesia parroquial de la Asunción, del siglo XV (siendo posesión de la diócesis de Coria-Cáceres, incluso tras la expropiación) y la casa rectoral junto al castillo del siglo XVI.
A la caída del Antiguo Régimen, la localidad se constituyó en municipio constitucional en la región de Extremadura, partido judicial de Granadilla, que en el censo de 1842 contaba con 130 hogares y 712 vecinos.

### Desalojo

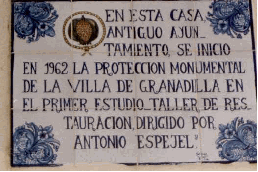
Placa sobre la reconstrucción.

Por acuerdo del Consejo de Ministros, de 24 de junio de 1955, se decretó la expropiación de la mayor parte del término municipal de Granadilla (incluido el casco urbano) a causa de la construcción del embalse de Gabriel y Galán. Granadilla vio muy pronto el relevo de su párroco y al que había sido su médico titular durante años, Daniel García de la Cruz y Jiménez. El 15 de junio de 1960, con motivo del pago de las indemnizaciones correspondientes, el representante del Gobierno notificó a los vecinos que, a partir de esa fecha, las fincas y el pueblo se consideraban legalmente ocupadas por la Administración del Estado y que sobre ellas no podrían reclamar derecho alguno.
El éxodo masivo continuó a principios de los años sesenta, según iba creciendo el nivel del pantano. Sus últimos moradores se fueron definitivamente en 1964. El embalse inundó las fértiles tierras de la Vega Baja, de modo que los medios de vida de la población desaparecieron. El pueblo no se inundó, pero se vio aislado en una península con una sola vía de difícil acceso por el norte, ya que por entonces todas las carreteras también quedaron inundadas. Parte de los vecinos se instalaron en Alagón del Río, un pueblo nuevo de colonización cercano a Plasencia, mientras otros emigraron a los nuevos núcleos industriales.
En los años siguientes, el pueblo quedó totalmente abandonado. En 1965, el gobierno de Franco disolvió formalmente el municipio, repartiéndose su territorio entre los municipios limítrofes de Mohedas y Zarza de Granadilla. La capitalidad del partido ya se había trasladado a Hervás mucho tiempo antes.

### Rehabilitación

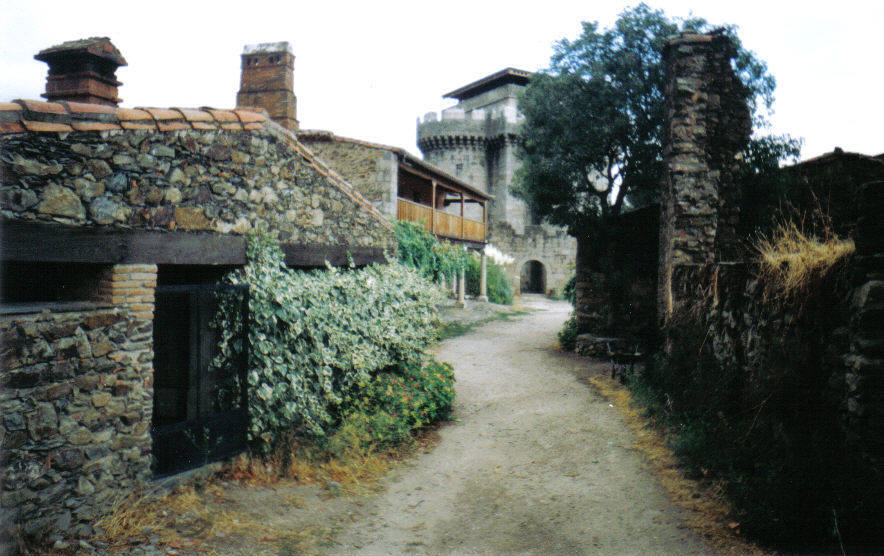
Calle de Granadilla, en dirección al castillo.

En 1980, la villa fue declarada conjunto histórico-artístico.
La rehabilitación y recuperación de Granadilla comenzó a partir del año 1980, en que se encarga el proyecto de restauración a los arquitectos Jacinto Pico, Juan Antonio Espejel y a Eduardo Navarro, en el que se restauró urgentemente el castillo debido a su lamentable estado de deterioro a causa de las lluvias. Al carecer de cubierta de protección, los sillares interiores de granito comenzaron a disgregarse peligrosamente, fenómeno que hoy día puede aún observarse al pasar los dedos por ellos. Aunque estéticamente no muy afortunada, la rehabilitación de este castillo sirvió para frenar su progresiva ruina, además de servir de excelente atalaya desde donde se puede observar todo el pueblo y un amplio panorama.  
Las murallas fueron restauradas a partir de 1980, acabando las obras el 18 de marzo de 1983. Esta restauración afectó a las puertas, a la muralla propiamente dicha y al recinto defensivo del castillo dentro de la villa.
Tanto los trabajos de rehabilitación, como los primeros pasos de carácter pedagógico, se llevaron a cabo por el mismo equipo que realizó la restauración del castillo y muralla, tras el acuerdo tomado por los ministerios de Obras Públicas y Urbanismo, Educación y Ciencia, y el de Agricultura, Pesca y Alimentación a través del ICONA.
En 1984, Granadilla fue elegida, junto a Búbal y Umbralejo, para su inclusión en el Programa Interministerial de Pueblos Abandonados. El programa fue suscrito por los Ministerios de Obras Públicas y Urbanismo; Agricultura, Pesca y Alimentación; y Educación y Ciencia. Para ello, la Confederación Hidrográfica del Tajo —la misma que casi treinta años antes había expropiado el pueblo, cedió el uso de Granadilla a dichos ministerios, que podrían realizar en él obras de restauración y conservación de los edificios cedidos, con fines asistenciales, culturales o sociales. De ahí que el Programa Interministerial incluyera un Plan Experimental de Reconstrucción y Restauración de Granadilla que preveía el levantamiento de muros, la selección del material recuperado en el desescombro, la limpieza de calles y locales y la construcción y creación de jardines. Desde entonces, muchos estudiantes acuden cada año a ayudar a rehabilitar el pueblo. El primer instituto que participó en la recuperación dentro del Programa de recuperación de Pueblos Abandonados, fue el Instituto de Formación Profesional Nuestra Señora de Bótoa de Badajoz. Los alumnos de segundo curso, segundo grado, de Formación profesional Agraria recuperaron algunos de los huertos abandonados. También participaron en los primeros trabajos, en diversas obras de albañilería, alumnos de tercer curso de la Escuela Superior de Arquitectura de Madrid. Todos fueron testigos de las situaciones desagradables que se generaron entre los antiguos propietarios y los encargados de coordinar las actividades de recuperación.
A finales del siglo XX se produjo una polémica entre los partidarios de que el pueblo siguiera siendo utilizado por estudiantes de acuerdo al Programa de Recuperación de Pueblos Abandonados y aquellos partidarios de que se anulara el decreto de expropiación de 1955 y se restituyera a los antiguos vecinos, la propiedad sobre las casas de sus antepasados. Actualmente, los antiguos granadillanos emigrados y sus descendientes se reúnen dos veces al año en el pueblo: en la romería de la Virgen de la Asunción (15 de agosto) y el día de los Difuntos (2 de noviembre).

## Entorno natural

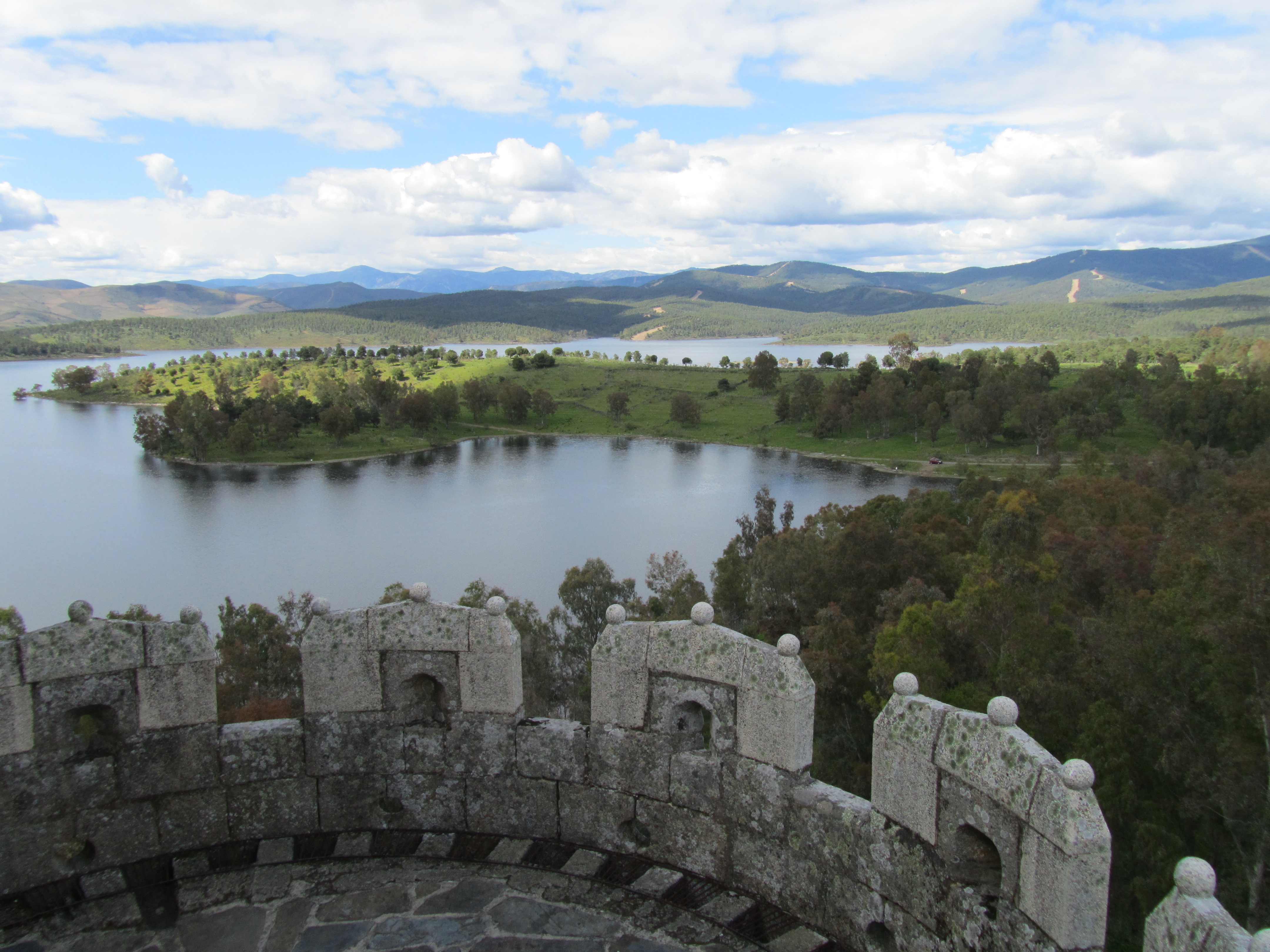
Embalse de Gabriel y Galán desde la torre del castillo.

El entorno de Granadilla fue repoblado de pinos y eucaliptos, que le confiere verdor a la zona pero que no constituye un sistema natural alóctono. A pesar de ello, esta solución se llevó a cabo para sujetar el pelado terreno de entonces ante el nivel definitivo de las aguas (cota 390), y así evitar la anegación del pantano por las arenas de las escorrentías. También existen dehesas, matorral mediterráneo, y algunas zonas con cobertura de olivares y otros cultivos de secano. Los ecosistemas característicos son: zonas húmedas, dehesas, bosques de coníferas y campos de cultivo.
En el término de Granadilla abundan los jabalíes, ciervos y conejos. Otros animales que viven en los extensos bosques de coníferas son  tejones, garduñas, zorros, meloncillos e incluso una pequeña población reproductora de lince ibérico. Los tres primeros linces ibéricos nacieron al año de abrirse el centro de cría de Zarza de Granadilla y son hijos de Farfara, una hembra de tres años que llegó a Extremadura procedente de Jaén en abril de 2011.
Las aves más espectaculares que pueden verse son las grullas. También pueden observarse multitud de anátidas (ánade real, friso, pato cuchara o cerceta) y otras aves acuáticas como las cigüeñas blancas y, más difícilmente, negras.
En los bosques de pinos resineros que recubren la mayoría de las márgenes del pantano, hay azores, gavilanes, pico picapinos, pinzones vulgares, arrendajos, picogordos... En las zonas sin cobertura arbórea pueden verse alondras, calandrias, alcaravanes, aguiluchos cenizos, buitres (leonados, negros y alimoches). También pueden verse grandes y pequeñas rapaces como el águila real, águila calzada, águila culebrera, milano real y negro, ratonero, etc.
La gran riqueza paisajística del entorno llevó al director de cine Pedro Almodóvar a rodar allí la parte final de la película ¡Átame! en 1990.